# Nematopodius

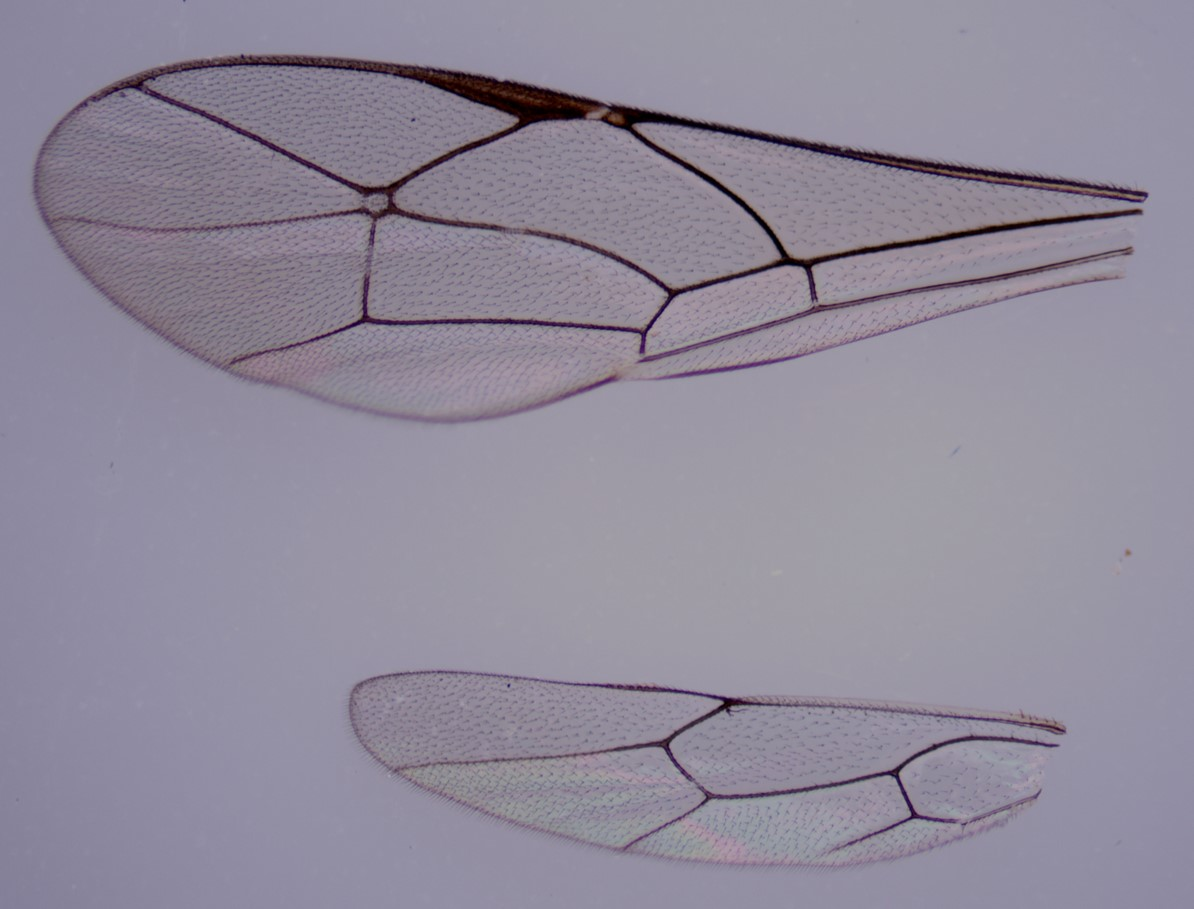
Flügel von Nematopodius debilis

Nematopodius ist eine Schlupfwespen-Gattung aus der Tribus Cryptini innerhalb der Unterfamilie der Cryptinae. Sie wurde von Carl Gravenhorst im Jahr 1829 eingeführt. Der lateinische Gattungsname setzt sich aus den altgriechischen Begriffen νῆματος (nêmatos) für „Faden“, „Garn“ und πούς (poús) für „Fuß“ zusammen. Typusart ist Nematopodius formosus Gravenhorst, 1829.

## Merkmale
Bei der Gattung Nematopodius handelt es sich um kleinere bis mittelgroße Schlupfwespen mit Längen zwischen 6,5 und 17 mm. Diese besitzen einen schlanken Hinterleib sowie schlanke Beine. Die Bohrerklappen (Ovipositor) sind relativ kurz und erreichen maximal die zweifache Länge des ersten Tergits. Der Kopf mit seinen hervorstehenden relativ großen Facettenaugen ist gewöhnlich breiter als der Thorax. Die Fühler sind fadenförmig. Die Mandibeln sind lang und schmal. Der untere Zahn ist sehr klein. Die Occipitalleiste ist im Gegensatz zu der verwandten Gattung Stenarella ventral verloschen. Das Areolet (kleine Zelle) der Vorderflügel ist im Gegensatz zu verwandten Gattungen klein.

## Verbreitung
Nematopodius umfasst etwa 26 beschriebene Arten. Die Gattung hat ihre größte Artenvielfalt in der Orientalis mit 19 Arten. Die meisten Arten kommen im philippinischen Archipel vor. In der westlichen Paläarktis ist die Gattung mit 3 Arten vertreten, davon eine offenbar transpaläarktisch. In der östlichen Paläarktis gibt es 5 Arten. Für Australasien (Neuguinea) werden 2 Arten genannt.

## Lebensweise
Die Schlupfwespen der Gattung Nematopodius sind vermutlich alle Ektoparasitoide aculeater Hautflügler. Von der mitteleuropäischen Art Nematopodius debilis ist bekannt, dass sie Grabwespen der Gattung Trypoxylon parasitiert.

## Systematik
Nematopodius bildet die größte Gattung der Untertribus Osprynchotina. Die Arten der Gattung werden in folgende drei Untergattungen gruppiert:
- Nematopodius Gravenhorst, 1829 – obere Partie der Occipitalleiste ist vorhanden;[4] paläarkt. Arten;
- Diapetus Cameron, 1902 – die Epomia enden oben in einem hervorstehenden Zahn am oberen Rand des Pronotums;[2] männliche Genitalien sehr lang und schlank[2]
- Microchorus Szépligeti, 1916 – die Epomia sind oben nicht gezähnt und erreichen nicht den oberen Rand des Pronotums[2]

Im Folgenden eine Liste von Arten der Gattung Nematopodius, deren Verbreitungsgebiet und deren Untergattung.
- Nematopodius (Nematopodius) debilis (Ratzeburg, 1852) – Nord-, Mittel- und Osteuropa, Honschu (Japan)[5]
- Nematopodius (Diapetus) dimidiatus (Brullé, 1846) – Neuguinea[2]
- Nematopodius (Nematopodius) flavoguttatus Uchida, 1930 – Japan, Korea[5]
- Nematopodius (Nematopodius) formosus Gravenhorst, 1829 – Europa, Kaukasus
- Nematopodius (Diapetus) fossulatus (Cushman, 1932) – Mindanao (Philippinen)[2]
- Nematopodius (Microchorus) indicus (Sudheer & Narendran, 2005) – Indien
- Nematopodius (Nematopodius) kusigematii Momoi, 1970 – Ryūkyū-Inseln (Japan)
- Nematopodius longiventris (Cameron, 1903) – Indien[6]
- Nematopodius (Diapetus) luteus (Cameron, 1905) – Sri Lanka[2]
- Nematopodius (Diapetus) luzonensis (Cushman, 1922) – Luzon (Philippinen)[2]
- Nematopodius (Nematopodius) meridionator (Aubert, 1963) – Südfrankreich[3]
- Nematopodius (Diapetus) mindanao (Cushman, 1932) – Mindanao (Philippinen)[2]
- Nematopodius (Microchorus) mirabilis (Szépligeti, 1916) – Java, Singapur, Penang, Borneo, Taiwan[2]
- Nematopodius (Nematopodius) montanus Watanabe, 2019 – Japan[5]
- Nematopodius nigricornis (Cameron, 1911) – Neuguinea
- Nematopodius nigripalpis (Cameron, 1911) – Borneo
- Nematopodius (Diapetus) nigromaculatus (Cameron, 1907) – Sikkim (Indien)[2]
- Nematopodius (Diapetus) nigroplagiatus (Cameron, 1902) – Borneo[2]
- Nematopodius (Nematopodius) oblongus (Momoi, 1966) – Japan[5]
- Nematopodius (Diapetus) pallidicornis (Cushman, 1932) – Luzon (Philippinen)[2]
- Nematopodius (Diapetus) parvus (Cushman, 1932) – Luzon, Mindanao (Philippinen)[2]
- Nematopodius (Microchorus) philippinensis (Cushman, 1922) – Luzon, Sibuyan, Panay (Philippinen)[2]
- Nematopodius (Diapetus) piceatus (Cushman, 1932) – Borneo[2]
- Nematopodius (Diapetus) taiwanensis (Cushman, 1932) – Taiwan[2]
- Nematopodius (Microchorus) tricolor (Cushman, 1932) – Basilan, Mindanao (Philippinen)[2]
- Nematopodius (Diapetus) unicolor (Cushman, 1932) – Mindanao, Basilan (Philippinen)[2]
- Nematopodius (Microchorus) uniformis (Cushman, 1932) – Basilan, Mindanao, Samar (Philippinen)[2]